# Open de Suède Vårgårda 2022
De vijftiende editie van de Zweedse wielerwedstrijd Postnord Vårgårda WestSweden (voorheen bekend als Open de Suède Vårgårda) werd gehouden op 6 en 7 augustus 2022 in en rond de stad Vårgårda. Zowel de wegwedstrijd als de ploegentijdrit maakten deel uit van de UCI Women's World Tour 2022 in de wedstrijdcategorie 1.WWT. De ploegentijdrit werd, net als de laatste editie in 2019, gewonnen door de ploeg Trek-Segafredo met 38 seconden voor Team SD Worx en 49 seconden voor Team DSM. Titelverdedigster van de wegwedstrijd was Marta Bastianelli, zij werd opgevolgd door de Française Audrey Cordon-Ragot, die na de diskwalificatie van Marianne Vos de overwinning kreeg.

## Deelnemende ploegen
Tien van de veertien World Tourploegen namen deel, aangevuld met vier continentale ploegen en de Zweedse nationale selectie. Niet alle ploegen stonden met het maximum van zes rensters aan de start. Twaalf van de vijftien ploegen namen op de zaterdag deel aan de ploegentijdrit.
| UCI World Tour teams                                                | UCI World Tour teams                                                           | UCI Continental teams                                                          | Nationale selectie |
| ------------------------------------------------------------------- | ------------------------------------------------------------------------------ | ------------------------------------------------------------------------------ | ------------------ |
| BikeExchange Jayco Canyon-SRAM DSM FDJ-Suez-Futuroscope Jumbo-Visma | Liv Racing Xstra Movistar Roland Cogeas Edelweiss Squad SD Worx Trek-Segafredo | Ceratizit-WNT Coop-Hitec Products Parkhotel Valkenburg Valcar-Travel & Service | Zweden             |

## Uitslag

### Wegwedstrijd
| Wegwedstrijd (7 augustus) |                                  |                               |          |
| Plaats                    | Naam                             | Ploeg                         | Tijd     |
| Winnaar                   | Marianne Vos Audrey Cordon-Ragot | Jumbo-Visma Trek-Segafredo    | 3u10'47" |
| 2                         | Pfeiffer Georgi                  | DSM                           | z.t.     |
| 3                         | Valerie Demey                    | Liv Racing Xstra              | + 6"     |
| 4                         | Lorena Wiebes                    | DSM                           | + 10"    |
| 5                         | Barbara Guarischi                | Movistar                      | + 12"    |
| 6                         | Tamara Dronova                   | Roland Cogeas Edelweiss Squad | z.t.     |
| 7                         | Nicole Steigenga                 | Coop-Hitec Products           | z.t.     |
| 8                         | Tereza Neumanova                 | Liv Racing Xstra              | z.t.     |
| 9                         | Emilia Fahlin                    | FDJ-Suez-Futuroscope          | z.t.     |
| 10                        | Shari Bossuyt                    | Canyon-SRAM                   | z.t.     |

### Ploegentijdrit
| Ploegentijdrit (6 augustus) | |                         |         |
| Plaats                      | Naam                                                                                                  | Ploeg                   | Tijd    |
| Winnaar                     | Ellen van Dijk Audrey Cordon-Ragot Amalie Dideriksen Shirin van Anrooij Chloe Hosking Lauretta Hanson | Trek-Segafredo          | 44'56"  |
| 2                           | Chantal Blaak Demi Vollering Christine Majerus Elena Cecchini Kata Blanka Vas                         | Team SD Worx            | + 38"   |
| 3                           | Lorena Wiebes Pfeiffer Georgi Floortje Mackaij Esmée Peperkamp Elise Uijen Francesca Barale           | Team DSM                | + 49"   |
| 4                           | - | Jumbo-Visma             | + 1'15" |
| 5                           | - | FDJ-Suez-Futuroscope    | + 1'41" |
| 6                           | - | Canyon-SRAM             | + 2'02" |
| 7                           | - | Parkhotel Valkenburg    | + 2'26" |
| 8                           | - | Ceratizit-WNT           | + 3'11" |
| 9                           | - | Valcar-Travel & Service | + 3'21" |
| 10                          | - | Movistar                | + 3'21" |

2006 · 
2007 · 
2008 · 
2009 ·
2010 ·
2011 ·
2012 ·
2013 · 
2014 · 
2015 · 
2016 · 
2017 · 
2018 · 
2019 · 
2020 · 
2021 · 
2022
Strade Bianche ·
Ronde van Drenthe ·
Trofeo Alfredo Binda-Comune di Cittiglio ·
Brugge-De Panne ·
Gent-Wevelgem ·
Ronde van Vlaanderen ·
Amstel Gold Race ·
Parijs-Roubaix ·
Waalse Pijl ·
Luik-Bastenaken-Luik ·
Itzulia Women ·
Ronde van Burgos ·
RideLondon Classic ·
The Women's Tour · 
Giro Donne · 
Tour de France Femmes ·
Postnord Vårgårda WestSweden · 
Ronde van Scandinavië ·
GP de Plouay-Bretagne ·
Simac Ladies Tour ·
Ceratizit Challenge by La Vuelta · 
Ronde van Romandië
Afgelaste wedstrijden: Cadel Evans Great Ocean Road Race · 
Tour of Chongming Island · 
Ronde van Guangxi